# سیامک دهقان‌پور
سیامک دهقان پور فارغ‌التحصیل رشته سینما و تئاتر از دانشگاه هنر و از مجریان سابق رسانه دولتی بخش فارسی تلویزیون صدای آمریکا و همچنین تهیه‌کننده و برنامه‌گزار افق برنامه‌ای که به موضوعات سیاسی می‌پردازد. وی از سال ۲۰۰۳ میلادی به صدای آمریکا پیوست. وی همسر حمیده آرمیده ازمجریان صدای امریکاست

## تحصیلات و فعالیت‌ها

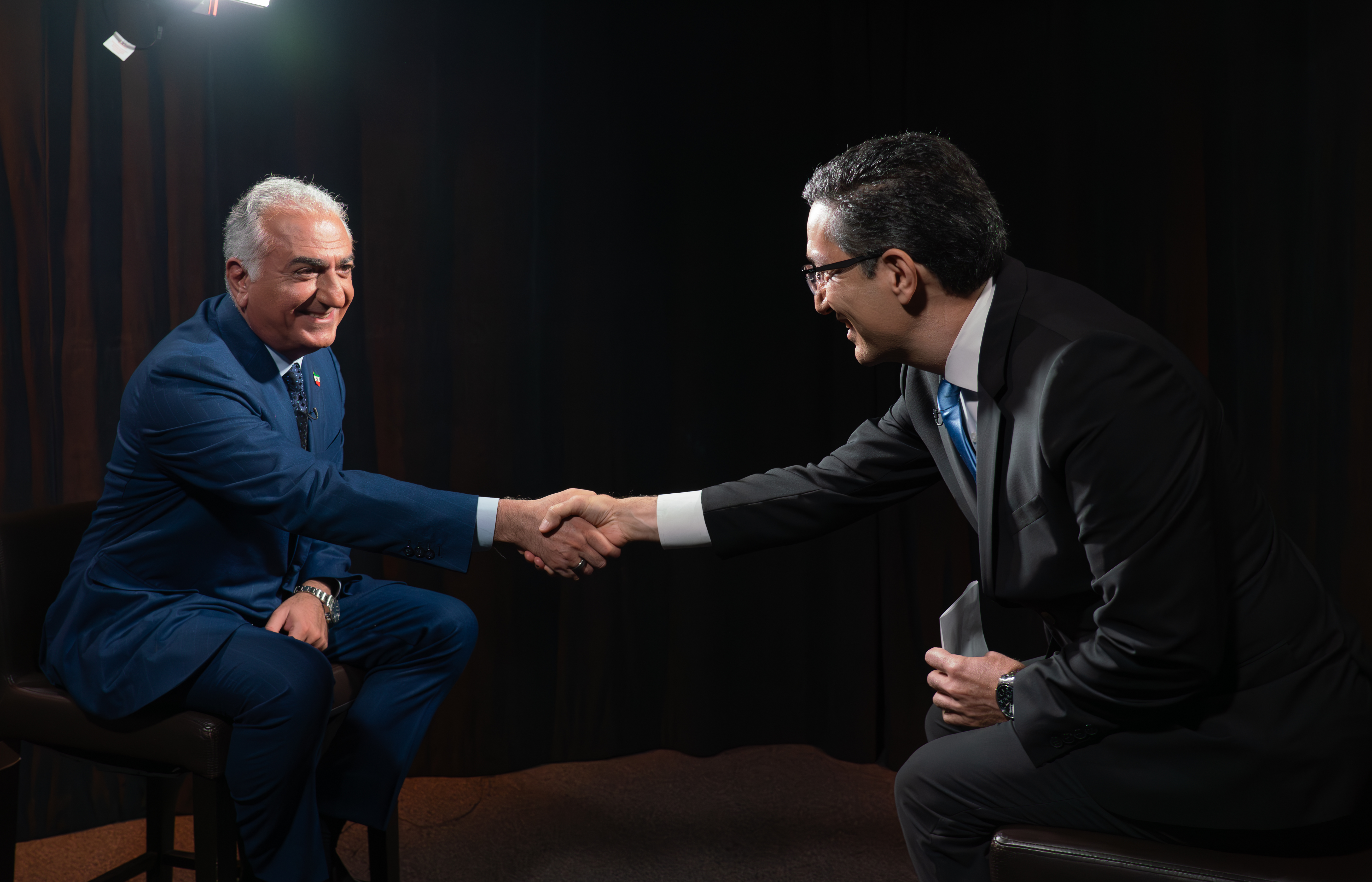
رضا پهلوی در گفتگو با سیامک دهقانپور از صدای آمریکا، تیر ۱۴۰۳

دهقان‌پور کار حرفه‌ای را در تهران با عکاسی چاپ شروع کرد و سپس مدیریت تولید و مدیریت اجرایی چند انتشارات را برعهده گرفت. او با چند نشریه از جمله تصویر، دنیای تصویر و نِیستان در ایران و هفته‌نامه «ایرانیان» در واشینگتن همکاری کرد. دهقان‌پور فارغ‌التحصیل رشته کارگردانی از «دانشکده سینما-تئاتر» دانشگاه هنر در تهران است و در حال حاضر در «آمریکن یونیورسیتی» در واشینگتن در حال ادامه تحصیل در رشته «فیلم و رسانه» است. او چند مستند مستقل با موضوع تصوف، نقالی، و تعزیه در ایران ساخت؛ چند نمایش را در دانشگاه در ایران به روی صحنه برد و برای شبکه ۲ رادیو و رادیو صدای آمریکا نمایشنامه رادیویی نوشت. دهقان‌پور از نویسندگان برنامه تلویزیونی «اکسیژن» در ایران بود و در سال‌های کار در ایران بارها سانسور را تجربه کرد. دهقان‌پور از تابستان سال ۲۰۰۳ تا کنون در صدای آمریکا مشغول به کار بوده، طی این مدت چند انتخابات ریاست جمهوری و کنگره آمریکا را پوشش داده و با بسیاری از چهره‌های سیاسی در آمریکا و اروپا مصاحبه کرده است. او از ژانویه ۲۰۱۱ تا آوریل ۲۰۱۵ مجری و سردبیر برنامه تلویزیونی «افق» بود. دهقان‌پور در دوره کار در صدای آمریکا جوایز متعددی دریافت کرده است از جمله نخستین ویژه برنامه صدای آمریکا به ابتکار و با اجرای او از محل «موزه خبر» در واشینگتن در آوریل ۲۰۰۸ جایزه فستیوال برنامه‌های تلویزیونی نیویورک را برای طراحی صحنه و گرافیک به خود اختصاص داد.